# Bahnhof Potsdam Pirschheide
Der Bahnhof Potsdam Pirschheide liegt am südwestlichen Stadtrand von Potsdam. Im 1958 eröffneten Turmbahnhof kreuzt der Berliner Außenring auf der oberen Ebene die Bahnstrecke Jüterbog–Nauen. Als Potsdam Hauptbahnhof war er von Anfang der 1960er Jahre für über 30 Jahre der wichtigste, oft ausgelastete Personenbahnhof der Stadt. Nach der Deutschen Wiedervereinigung verlor der Bahnhof jedoch stark an Bedeutung. Die Gleisanlagen wurden bis auf die durchgehenden Hauptgleise abgebaut, der obere Bahnhofsteil wurde von 1999 bis 2024 gar nicht mehr genutzt. Nur im unteren Bahnhofsteil verblieb ein Bahnsteiggleis. Seit 2024 halten wieder Nahverkehrszüge auf beiden Ebenen.
Das Ende der 1950er Jahre entstandene Empfangsgebäude steht unter Denkmalschutz.

## Lage und Name
Der Bahnhof liegt im Südwesten von Potsdam im Waldgebiet Pirschheide im Stadtteil Potsdam-West in der Nähe des Westufers des Templiner Sees. Er entstand am Schnittpunkt des Berliner Außenrings (Abschnitt Golm–Saarmund, Streckenkilometer 4,6 gezählt vom Bahnhof Golm) mit der Bahnstrecke Jüterbog–Nauen (Streckenkilometer 56,1 gezählt vom Bahnhof Jüterbog). Er wurde 1958 als Bahnhof Potsdam Süd eröffnet und trug von 1960 bis 1993 die Bezeichnung Potsdam Hauptbahnhof, seitdem seinen jetzigen Namen.

## Bahnanlagen

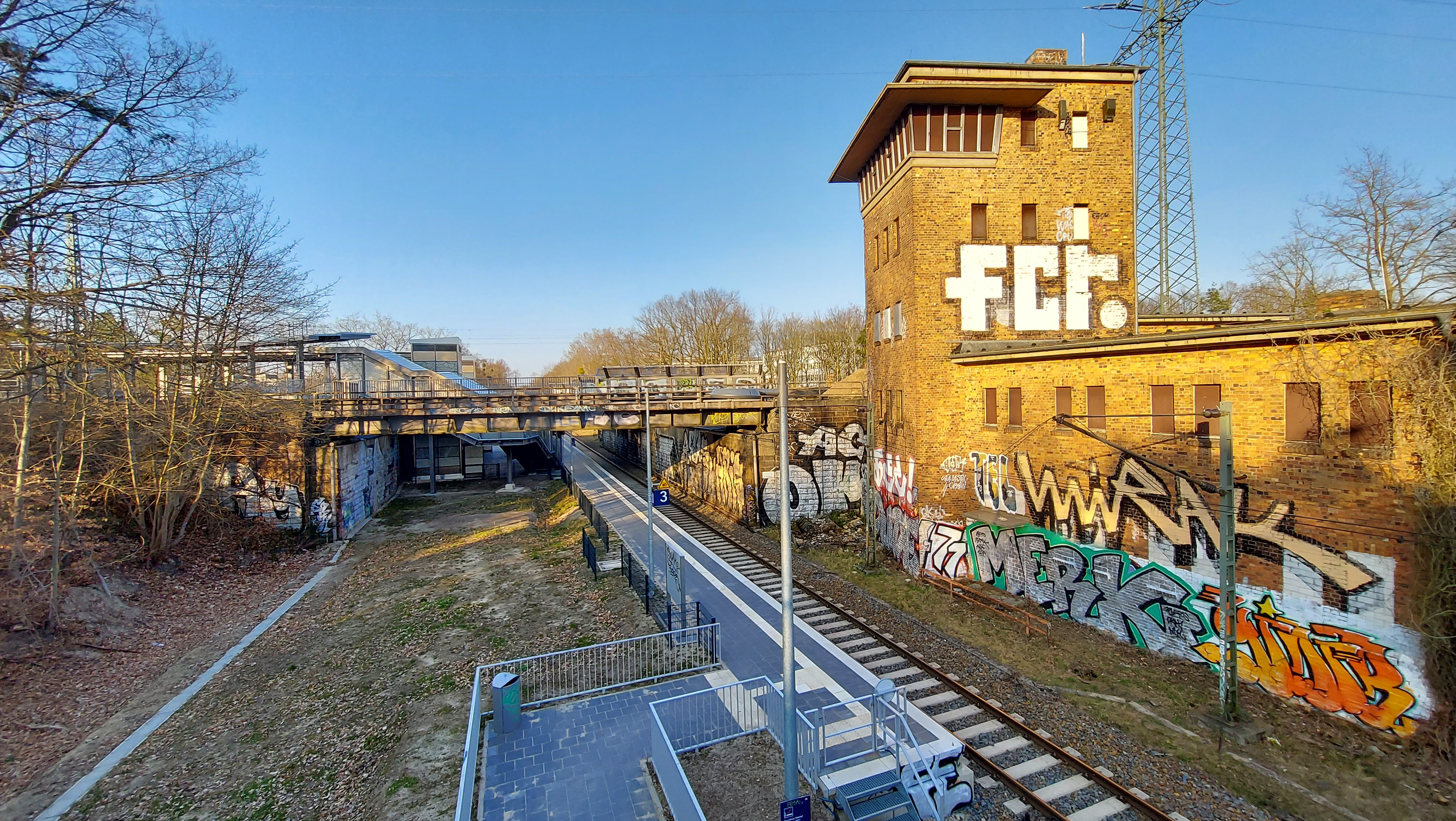
Gleis 3 unterhalb des Berliner Außenring, daneben das ehemalige Stellwerk

Das Bahnhofsgebäude aus dem Jahr 1958 wurde zum Jahreswechsel 2006/2007 geschlossen. Der Tunnel vom oberen Bahnhof zum Empfangsgebäude wurde 2012 abgerissen und die Treppe vom oberen zum unteren Bahnhof verschlossen. Eine im Gebäude ansässige Bowling-Gaststätte blieb geöffnet, andere Gebäudeteile verfielen zusehends. Bereits ins Spiel gebrachten Abrissplänen stand die seit 2013 denkmalgeschützte Architektur im funktionalen Baustil der späten 1950er Jahre entgegen, welche einen Erhalt bei neuer Nutzung rechtfertigen würde.
Im Jahr 2012 erwarb ein Unternehmer aus Werder (Havel) das Bahnhofsgebäude. Ursprünglich plante er, das Gelände für sein Unternehmen zu nutzen. Nachdem sich für die Firmenräume eine andere Lösung ergab, plante er, das Gebäude als Kulturzentrum zu nutzen. Die Bowlinggaststätte sollte weiterhin im Gebäude verbleiben. Im Folgejahr wurde der „Bahnhof Potsdam-Pirschheide mit gepflastertem Vorplatz“ in die Denkmalliste des Landes Brandenburg aufgenommen. Im Frühling 2017 eröffnete in der früheren Eingangshalle des Gebäudes die Eventlocation „Pirschheide“.
Der Zugang zum Bahnhof erfolgt nach diversen Umbauten und Renovierungen direkt vom Vorplatz über das ehemalige Gleis 8 barrierefrei sowie von der Brücke am südlichen Bahnsteigende über eine Treppe auf den unteren Bahnsteig. Von dort führt jeweils eine Treppe und ein Aufzug auf die neuen oberen Bahnsteige.
Betrieblich besteht die Station aus zwei Haltepunkten an der oberen und der unteren Strecke.

## Verkehr
Der Bahnhof wird von der Regionalbahnlinie RB 33 bedient (untere Ebene) und seit dem 27. April 2024 auch von der Linie RB 22 (obere Ebene).

Am Bahnhofsvorplatz halten die Straßenbahnlinien 91 und 94 sowie die Buslinie 697 des Verkehrsbetriebs Potsdam, weiterhin die Überland-Buslinien 580 und 631 der regiobus Potsdam-Mittelmark. 
| Linie                    | Linienverlauf | Takt (min)                              | EVU              |
| ------------------------ | --- | --------------------------------------- | ---------------- |
| RB 22                    | Potsdam Griebnitzsee – Potsdam Hbf – Potsdam Charlottenhof – Potsdam Park Sanssouci – Golm – Potsdam Pirschheide – Saarmund – Ludwigsfelde-Struveshof – Flughafen BER – Königs Wusterhausen            | 60 (Griebnitzsee–Potsdam Hbf nur Mo–Fr) | DB Regio Nordost |
| RB 33                    | Potsdam Hbf – Potsdam Pirschheide – Caputh-Geltow – Caputh-Schwielowsee – Ferch-Lienewitz – Beelitz Stadt – Elsholz – Buchholz (Zauche) – Treuenbrietzen – Treuenbrietzen Süd – Altes Lager – Jüterbog | 60                                      | ODEG             |
| Stand: 15. Dezember 2024 | |                                         |                  |

## Umfeld
Im Umfeld des Bahnhofs befinden sich die Sparkassen-Akademie, mehrere Hotels sowie die Naherholungsgebiete Templiner See und Pirschheide. Nördlich des Bahnhofs, zwischen den beiden Eisenbahnstrecken und der Zeppelinstraße, ist seit Ende der 2010er Jahre die Entwicklung eines neuen, 20 Hektar großen Stadtquartiers mit bis zu tausend Wohnungen geplant.

## Geschichte

### Vorgeschichte

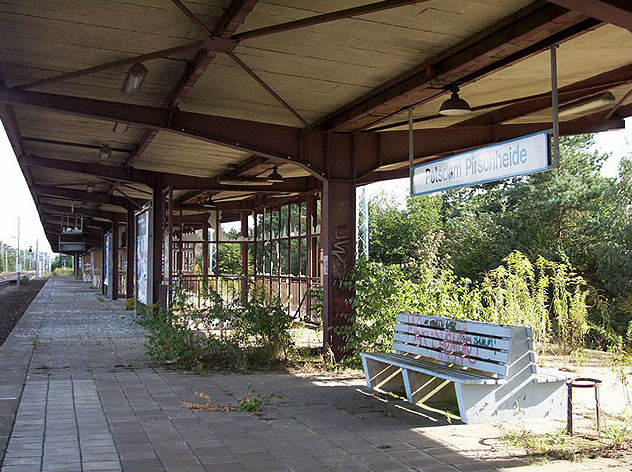
Stillgelegter oberer Bahnsteig

Mit der Spaltung Berlins Mitte des 20. Jahrhunderts ergab sich auch für die Deutsche Reichsbahn (DR) zunehmend die Situation den Eisenbahnverkehr um West-Berlin herumführen zu müssen, um dessen nördliches, westliches und südliches Umland mit Ost-Berlin verbinden zu können. Dafür wurde ein äußerer Eisenbahnring geplant. Bis 1954 waren große Teile dieses neuen Außenrings fertiggestellt und am 30. September 1956 konnte der letzte Abschnitt Golm–Saarmund mit Querung des Templiner Sees am Rande von Potsdam in Betrieb genommen und der Ring damit geschlossen werden.

### Bau und Inbetriebnahme
Der Bahnhof an der Kreuzung des Berliner Außenrings mit der Strecke von Wildpark/Potsdam über Beelitz Stadt nach Jüterbog wurde 1956/57 errichtet und am 18. Januar 1958 unter der Bezeichnung Potsdam Süd offiziell eingeweiht. Er liegt in der Pirschheide, etwa 800 Meter vom südlichen Ende der städtischen Bebauung und drei Kilometer von der Innenstadt entfernt.
Projektiert wurde der Bahnhof vom Entwurfsbüro der Deutschen Reichsbahn. Als Architekten werden Wolfgang Dreßler und Walter Mempel genannt. Das Bauwerk wurde als Turmbahnhof am Schnittpunkt beider Bahnstrecken konzipiert und verfügte im unteren Bahnhofsteil über einen Bahnsteig mit zwei Gleisen und im oberen Teil über zwei Mittelbahnsteige mit vier Gleisen sowie zwei Durchgangsgleise für den (sehr starken) Güterverkehr. Mittels Treppen und Tunneln wurden alle Bahnsteige miteinander verbunden. Ein größeres Bahnhofsgebäude wurde im typischen Baustil der späten 1950er Jahre errichtet. Von dessen Halle führte ein Tunnel zum unteren Bahnsteig und ein weiterer Tunnel zu den Aufgängen für die oberen Bahnsteige. Das Gebäude beherbergte neben der Fahrkartenausgabe bahnhofstypische Einrichtungen für Handel und Gastronomie sowie Räumlichkeiten für Bahnangestellte.

### Bedeutung in der Zeit der Deutschen Teilung

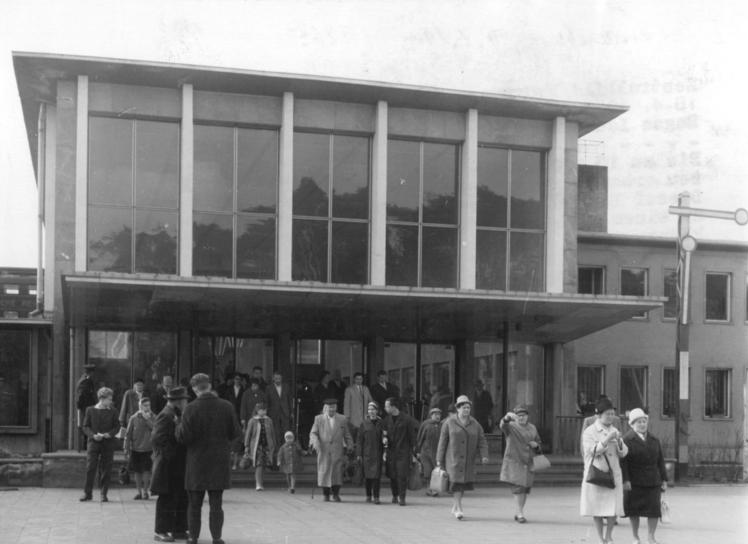
Potsdam Hauptbahnhof, 1963

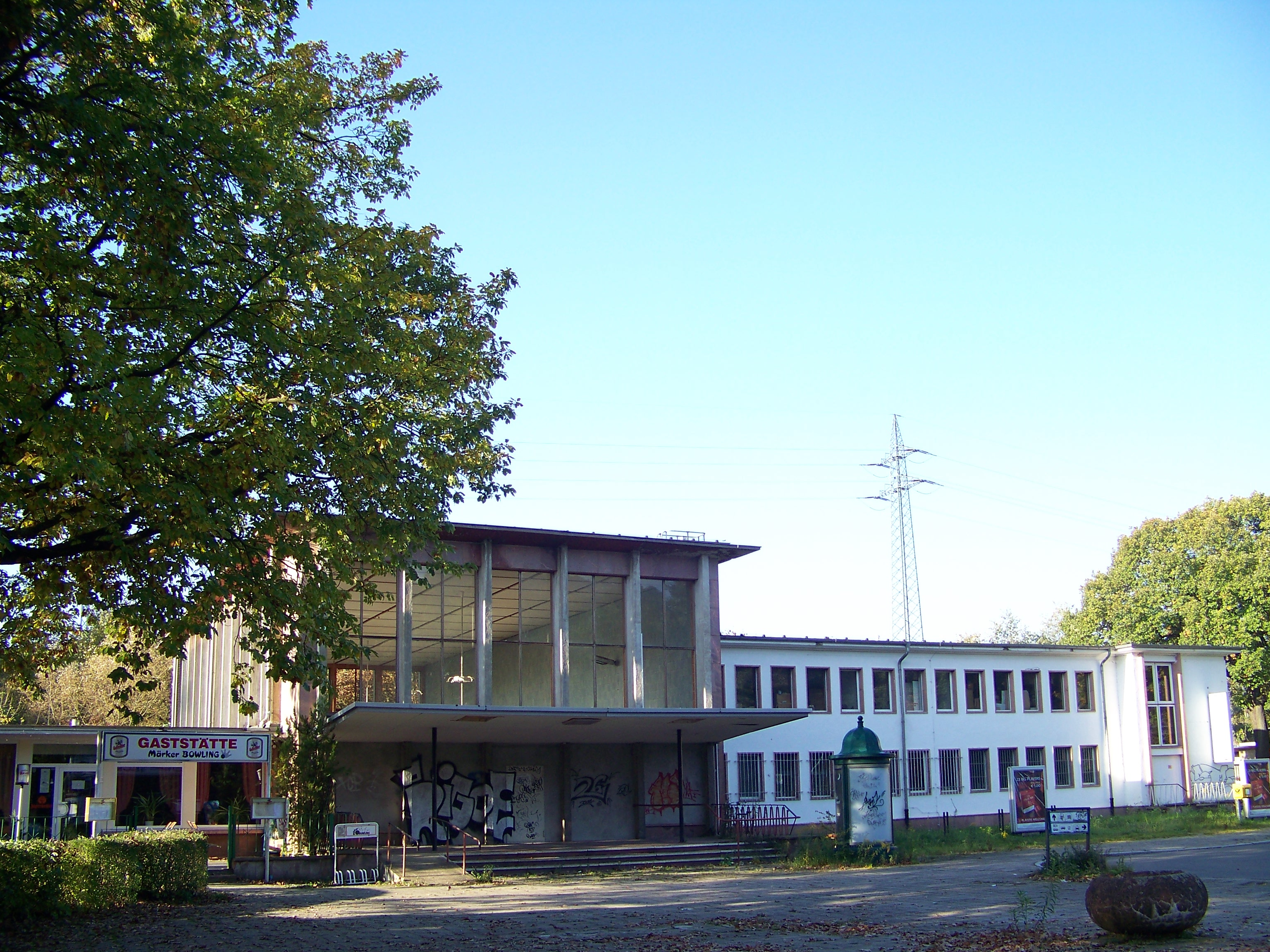
Bahnhofsvorplatz, 2010

Der Bahnhof wurde am 2. Oktober 1960 in Potsdam Hauptbahnhof umbenannt. Der gesamte Potsdam tangierende Binnenfernverkehr und auch Interzonenzüge (Aachen/Köln – Görlitz und Rostock – München) wurde dort abgefertigt. Durch den Bau der Berliner Mauer im Jahr 1961 wurde die direkte S-Bahn-Verbindung vom Bahnhof Potsdam Stadt nach Berlin unterbrochen. Der Eisenbahnverkehr nach Berlin lief seitdem ausschließlich über den neuen Hauptbahnhof. Er war nach dem Bahnhof Flughafen Berlin-Schönefeld (heute Bahnhof Schönefeld (bei Berlin)) die wichtigste Station am Berliner Außenring. Die oberen Gleise waren oft überlastet, so dass nicht selten Züge auf freier Strecke warten mussten. Der schnelle Nahverkehr nach Ost-Berlin – zunächst mit dunkelgrünen, später mit den charakteristischen rot-beigen Doppelstockzügen betrieben – war im Volksmund auch unter der Bezeichnung Sputnik bekannt. Vom unteren Bahnsteig fuhren Nahverkehrszüge nach Babelsberg über Potsdam Stadt, in Richtung Wildpark und nach Beelitz–Jüterbog. Der alte Potsdamer Bahnhof, der näher an der Innenstadt lag, hieß seit 1960 Potsdam Stadt und diente in dieser Zeit lediglich noch dem Nahverkehr mit Dieselzügen.
Eine Neubautrasse der Potsdamer Straßenbahn mit Endhaltestelle am Bahnhofsvorplatz wurde am 11. Januar 1958 in Betrieb genommen. Daneben wurden ein Busbahnhof, ein Taxistand, eine Tankstelle sowie Stellplätze für Fahrräder angelegt.

### Bedeutungsverlust zum Ende des 20. Jahrhunderts
Mit der Deutschen Wiedervereinigung verlor der Bahnhof dann nach und nach an Bedeutung, da der Personenfernverkehr wieder über die Berliner Stadtbahn, statt über den Berliner Außenring geführt wurde. Seit 1991 hielten keine Fernzüge mehr im Bahnhof, der 1993 in Potsdam Pirschheide umbenannt wurde. Der Fern- und S-Bahnverkehr nach Berlin wurde über den Bahnhof Potsdam Stadt geführt, der nach einem großen Umbau 1999 in Potsdam Hauptbahnhof umbenannt wurde.
Der Bahnhof Pirschheide blieb zunächst noch im Regionalverkehr von Bedeutung. Neben den Sputnik-Zügen nach Werder (Havel) bzw. Flughafen Berlin-Schönefeld–Berlin-Karlshorst fuhren bis 1994 noch Züge im Stundentakt auf dem westlichen Außenring nach Falkenhagen und zeitweise in der durchgehenden Relation Oranienburg–Ludwigsfelde. Mitte der 1990er Jahre gab es kurzzeitig den Versuch, eine Regionalexpress-Linie von Potsdam nach Finsterwalde und Cottbus einzurichten. Trotz eines direkten Straßenbahnzubringers in Pirschheide blieb diese Linie jedoch ohne Erfolg und wurde 1997 wieder eingestellt. Vom unteren Bahnhofsteil verkehrten Züge alle zwei Stunden in Richtung Beelitz–Jüterbog und Potsdam Stadt. Die Fahrkartenschalter im Bahnhof wurden 1994 mangels Bedarfs geschlossen, die Geschäfte bereits schon früher.
1998 bekam die direkte Linie nach Schönefeld einen neuen Verlauf und verkehrt seitdem durch den unteren Bahnhofsteil. Die Verbindung nach Jüterbog entfiel. Den oberen Gleisen blieb bis 1999 noch ein einziges Zugpaar von Strausberg nach Golm erhalten. Ab 1999 war dieser Bahnhofsteil dann geschlossen. Die durchgehenden Hauptgleise wurden zur freien Strecke, alle übrigen Gleise und Weichen wurden abgebaut.

### Entwicklung nach der Schließung der oberen Bahnsteige

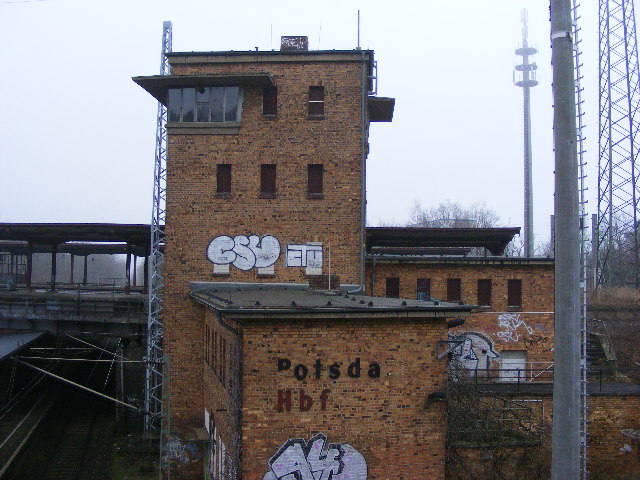
Ehemaliges Stellwerk und Teil der oberen Bahnsteige im Jahr 2009

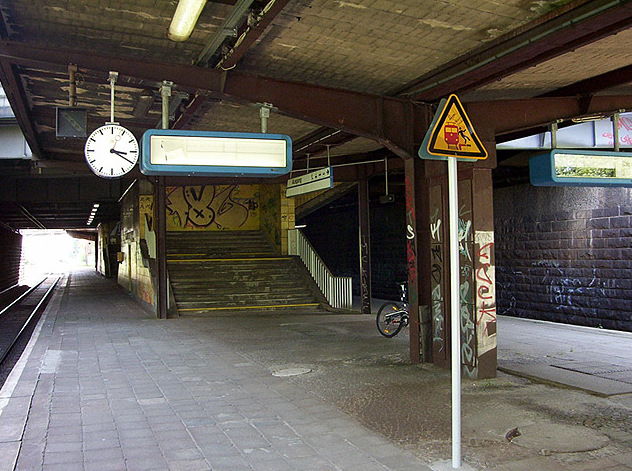
Unterer Bahnsteig, 2005

Die Anlage wurde nach Jahren der Schließung zu einem dem Verfall preisgegebenen Geisterbahnhof mit Wildwuchs auf den Bahnsteigen, zerschlagenen Scheiben der abgeriegelten Treppenhäuser und verbretterten Wartesälen sowie mit Graffiti bemalten Wänden. Die Gleise an den Bahnsteigen des „oberen Bahnhofs“ und sämtliche Weichenverbindungen wurden nach Schließung der Bahnsteige zurückgebaut. Es existierten nur noch die beiden durchgehenden Hauptgleise. Die alten Informationsanzeiger aus tschechoslowakischer Produktion an den oberen Bahnsteigen waren noch bis nach 2020 vorhanden, wenn auch nicht mehr funktionstüchtig und ohne Verglasung. Seit der Elektrifizierung des unteren Gleises im Jahre 1999 war nur noch ein Gleis (Gleis 1, das ehemalige Gleis 7) in Betrieb. Die Ausfahrsignale des Kreuzungsgleises waren abgedunkelt, aber betriebsfähig. Die Weichen wurden zunächst festgelegt und später ganz entfernt.
Der untere Bahnsteig wurde durchgehend vom Regionalverkehr genutzt. Ende der 1990er Jahre ging eins der beiden Gleise außer Betrieb, die Weichenverbindungen wurden beseitigt und später das Gleis ganz entfernt. Das andere Gleis wurde Ende der 1990er Jahre elektrifiziert. Von 1998 bis 2011 fuhr die Linie RB 22 von Potsdam Hbf über Caputh nach Schönefeld, ab Dezember 2011 hielt die Regionalbahnlinie RB 23 von Potsdam Hbf nach Michendorf in Pirschheide. Die Linie RB 22 verkehrte seitdem wieder über den Berliner Außenring, jedoch ohne Halt an den Anlagen des ehemaligen oberen Bahnhofsteils von Pirschheide. Im Dezember 2022 wurde die Linie RB 23 dann eingestellt und in Pirschheide hielt seitdem lediglich noch die Linie RB 33 (Potsdam Hbf–Jüterbog).

### Reaktivierung als Turmbahnhof

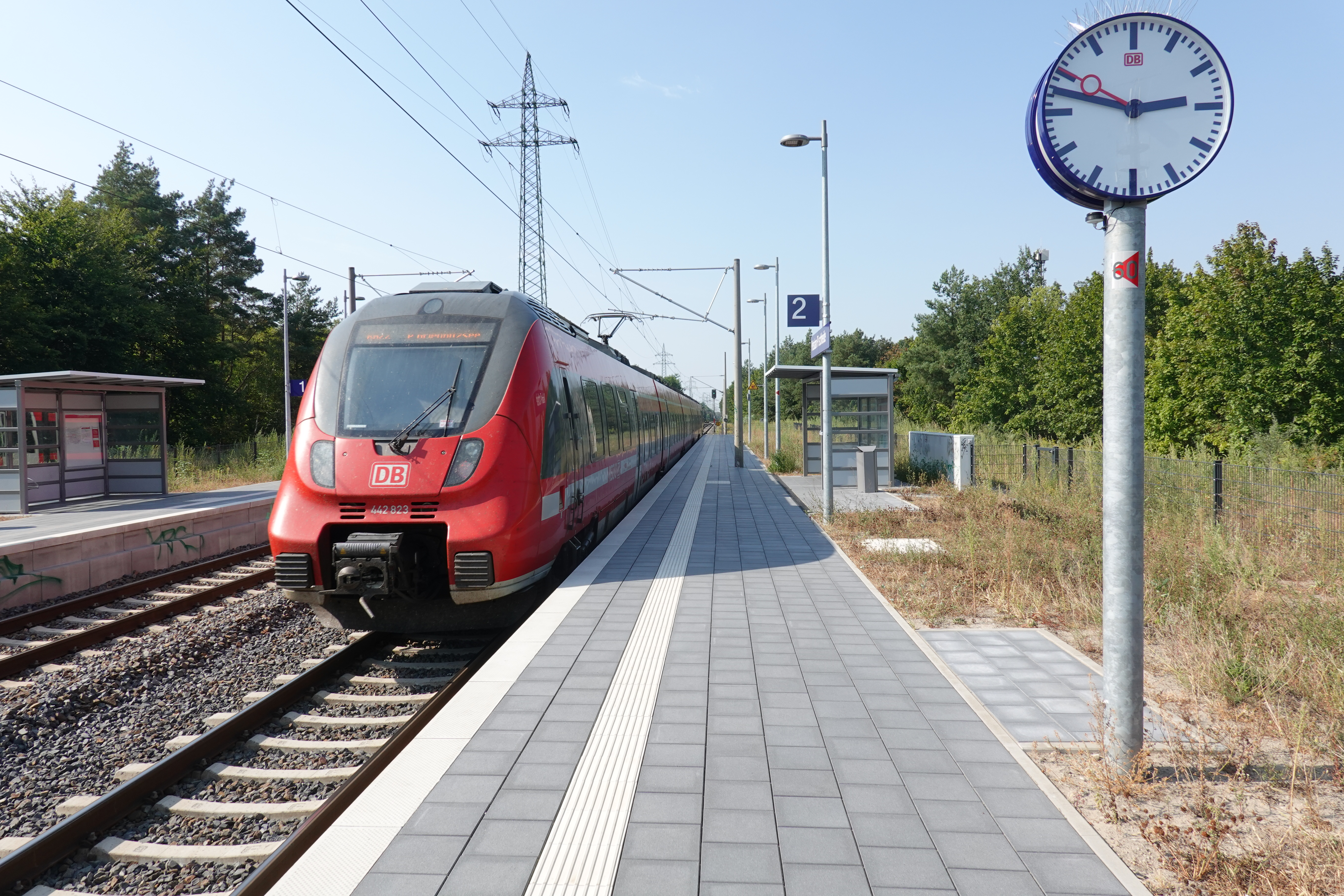
Neu gebauter Bahnsteig oben am Berliner Außenring

Eine Wiederinbetriebnahme der oberen Bahnsteige wurde seit 2008 untersucht, um die Linien RB 22 und RB 33 zu verknüpfen und so eine Umsteigemöglichkeit von Caputh und Michendorf zum Bahnhof Flughafen BER zu ermöglichen. Ein weiterer Grund für die geplante Reaktivierung des Haltes war der Übergang von der RB 22 zum Bus- und Straßenbahnverkehr nach Potsdam und nach Werder.
Im Jahre 2016 lebten die Planungen für Bahnsteige im oberen Teil der Station dann erneut auf. Dabei sollten die alten Bahnsteige nicht mehr in Betrieb genommen, sondern neue Bahnsteige an den bestehenden Durchfahrtsgleisen errichtet werden. 2017 fanden Abrissarbeiten an den Dächern des oberen Bahnsteigs statt. Beide Bahnhofsteile sollten nach damaliger Planung bis 2021 bzw. 2022 komplett erneuert werden. Ende 2022 hieß es, dass im ersten Quartal 2023 die Arbeiten am Neubau der oberen Bahnsteige und den Zugängen zum unteren Bahnsteig beginnen sollten, einige Vorarbeiten hatten bereits im Herbst 2022 stattgefunden. Bis Anfang Dezember 2023 war die Inbetriebnahme der neuen oberen Bahnsteige zum Fahrplanwechsel am 10. Dezember 2023 vorgesehen, kurzfristig verzögerte sich das dann jedoch noch einmal bis 2024. Nachdem zunächst von einer Eröffnung am 9. März 2024 die Rede war, fand die offizielle Inbetriebnahme schließlich am 27. April statt.
Der obere Bahnhofsteil mit den zwei neu errichteten Außenbahnsteigen wurde am 27. April 2024 wieder in Betrieb genommen, nachdem bereits bis Sommer 2023 der untere Stationsteil erneuert wurde.